# Mutinerie à bord
Pour les articles homonymes, voir Mutiny.
Pour plus de détails, voir Fiche technique et Distribution.

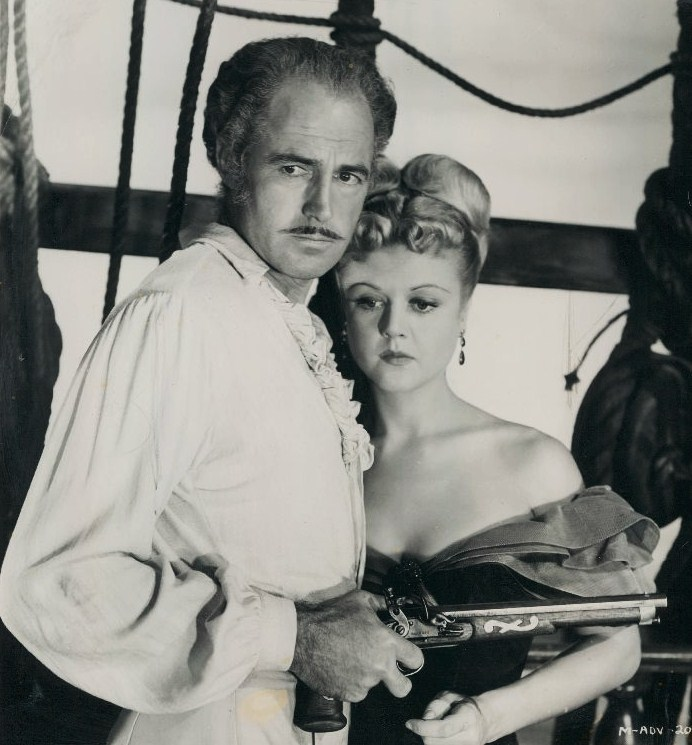
Patric Knowles et Angela Lansbury (photo promotionnelle)

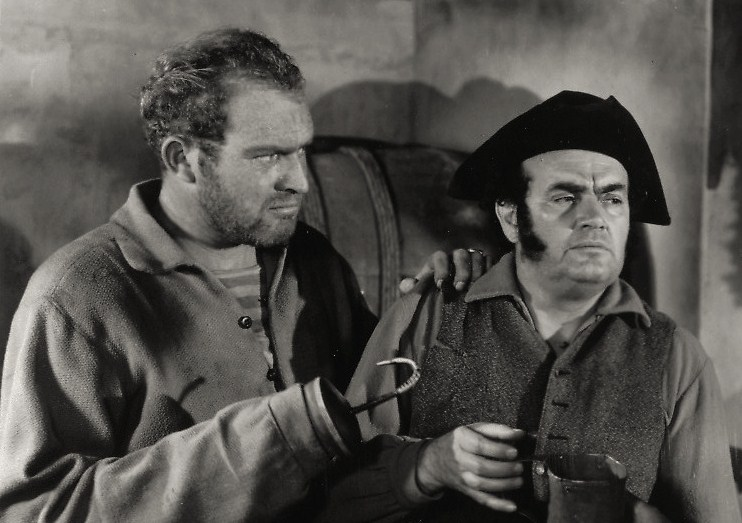
Gene Evans (à g.) et Rhys Williams (photo promotionnelle)

Mutinerie à bord (Mutiny) est un film américain réalisé par Edward Dmytryk, sorti en 1952.

## Synopsis
Au début de la guerre anglo-américaine de 1812, le capitaine James Marshall (de la marine américaine) est missionné pour se rendre en France, afin de récupérer un prêt d'or, et doit à cette fin forcer le blocus des britanniques. Il est secondé par l'ex-capitaine (rétrogradé) Ben Waldridge qui monte à bord avec son ancien équipage. En même temps que l'or, embarque également Leslie, l'ancienne amie de Ben. Bientôt, l'équipage fomente une mutinerie, visant à empocher la cargaison précieuse.

## Fiche technique
- Titre : Mutinerie à bord
- Titre original : Mutiny
- Réalisation : Edward Dmytryk
- Scénario : Philip Yordan et Sidney Harmon, d'après une histoire d'Hollister Noble
- Dialogues additionnels : Charles O'Neal
- Musique (et direction musicale) : Dimitri Tiomkin
- Directeur de la photographie : Ernest Laszlo
- Directeur artistique : Edward S. Haworth
- Décors de plateau : Robert Priestley
- Costumes : Jay Morley
- Montage : Frank Sullivan
- Producteurs : Frank et Maurice King
- Compagnie de production : King Brothers Prod.
- Compagnie de distribution : United Artists
- Genre : Film d'aventure
- Couleur (Technicolor) - 77 min
- Dates de sortie :
  - États-Unis : 5 mars 1952 (première à New York) / 19 mars 1952
  - France : 5 décembre 1952

## Distribution
- Mark Stevens : Capitaine James Marshall
- Angela Lansbury : Leslie
- Patric Knowles : Capitaine Ben Waldridge
- Gene Evans : « Crochet »
- Rhys Williams : « Jambes rouges »
- Robert Osterloh : Feversham (canonnier)
- Peter Brocco : Sykes (cannonier)
- Emerson Treacy : Président du conseil
- Morris Ankrum : Capitaine Radford
- Todd Karnes : Andrews

Et, parmi les acteurs non crédités :
- Byron Foulger : Secrétaire de Parson
- Louis Jean Heydt : Capitaine Herwig
- Rory Mallinson : Matelot Edward Jones
- Clayton Moore : Lieutenant Peters
- Denver Pyle : Mutin (cannonier)
- Walter Sande : M. Stone
- Frank Sully : Membre de l'équipage